# وحدت (شهر)

وحدت (شهر)

وحدت (به تاجیکی: Ваҳдат) شهری است در شرق کشور تاجیکستان در فاصله ۳۰ کیلومتری شهر دوشنبه.
این شهر تا سال ۲۰۰۳ کافرنهان نام داشت. پیش از کافرنهان، نام آن اورجونیکیدزه‌آباد و قبل از آن (تا سال ۱۹۳۶) ینگی‌بازار بود. 
پیش‌شماره تلفنی این شهر ۳۱۳۶ است.